# Route nationale 19 (Suède)
Pour les articles homonymes, voir Route nationale 19.
La route nationale 19 (en suédois : Riksväg 19) est une route nationale entre Ystad et Hästveda en Suède,.

## Présentation
La route nationale 19 s'étend dans le comté de Scanie.
La route part dans une direction sud-nord depuis Ystad, traverse Tomelilla, Brösarp, Kristianstad et Broby (sv) et s'étend jusqu'au Östanå au nord de Broby. 
La route commence au port de traversiers d'Ystad, puis elle part vers l'ouest jusqu'à Tomelilla, s'approche de la baie de Hanö de la mer Baltique à Brösarp, passe au nord d'Everöd en partageant un tronçon d'environ 9 kilomètres avec la route européenne 22, dont elle bifurque à Kristianstad.
Elle se termine à Hästveda, à l'échangeur d'Östanå au sud d'Osby en rencontrant la route nationale 23.
La route a une longueur de 90 kilomètres.

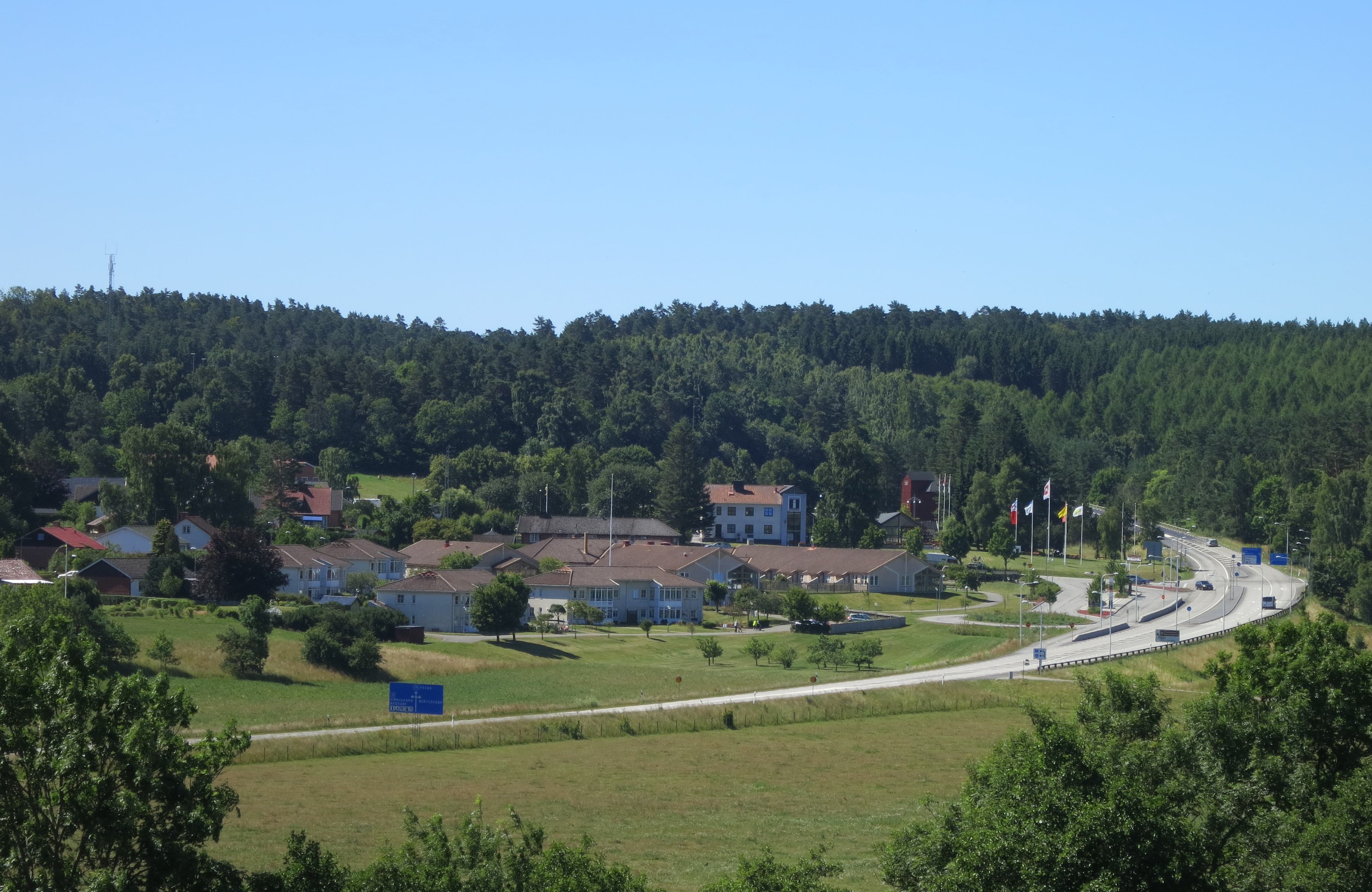
La route nationale 19 à Brösarp.

## Tracé
| Km   | Lieu            | Carte interactive |
| ---- | --------------- | ----------------- |
| 0 km | Ystad           |                   |
|      | Stora Herrestad |                   |
|      | Tomelilla       |                   |
|      | Eljaröd         |                   |
|      | Brösarp         |                   |
|      | Degeberga       |                   |
|      | Everöd          |                   |
|      | Kristianstad    |                   |
|      | Vinnö           |                   |
|      | Färlöv          |                   |
|      | Torsebro        |                   |
|      | Hanaskog        |                   |
|      | Knislinge       |                   |
|      | Broby (sv)      |                   |
|      | Hästveda        |                   |